# Microcos sumatrana
Microcos sumatrana är en malvaväxtart som beskrevs av Karl Ewald Maximilian Burret. Microcos sumatrana ingår i släktet Microcos och familjen malvaväxter. Inga underarter finns listade i Catalogue of Life.